# Jezioro Włocławskie
Jezioro Włocławskie (Zbiornik Włocławski) – sztuczne jezioro na środkowej Wiśle, powstałe w 1970 r. ze spiętrzenia wód na zaporze wodnej we Włocławku. Rozciąga się w górę rzeki aż do Płocka. Zbiornik Włocławski jest największym pod względem powierzchni sztucznym zbiornikiem w Polsce.
Zbiornik cechuje się kształtem jeziora rynnowego o długości 58 km i średniej szerokości 1,2 km. Ma stosunkowo krótki czas retencji, wynoszący średnio 5 dni. Pojemność całkowita zbiornika wynosi 408 mln m³, zaś użytkowa 55 mln m³, w wyniku czego zbiornik ma małe możliwości retencyjne. Przy dopływie przekraczającym odpływ o 2000 m³, zbiornik wypełnia się w 7 godzin.
Ze względu na znaczną ilość materii organicznej w zbiorniku (ok. 11,5% suchej masy osadów), dziennie emituje on ok. 400 mg metanu w przeliczeniu na powierzchnię 1 m² (co stanowi ok. 27% całej ilości gazów emitowanych z osadów wynoszącej średnio 3114 ml m-2d-1). Z tego powodu uważane jest za istotne źródło gazów cieplarnianych.

## Funkcje
Zbiornik pełni trzy zasadnicze funkcje:
- retencyjną – w okresie wezbrań wody na Wiśle, zbiornik zatrzymuje część fali powodziowej;
- energetyczną – na zaporze we Włocławku znajduje się Elektrownia Wodna Włocławek;
- turystyczną – nad Jeziorem Włocławskim rozwinęły się następujące ośrodki turystyczne: Zarzeczewo, Wistka Szlachecka, Soczewka, Murzynowo.

## Ochrona przeciwpowodziowa
Zbiornik Włocławski zasadniczo jest zbiornikiem przepływowym. Od ok. 2004 r. w razie wysokich stanów wód, pełni rolę zbiornika retencyjnego. 

### Powódź 2010
Od 17 maja na tamie we Włocławku zrzucano wodę (3000 m³/s), przygotowując się na nadejście fali powodziowej. 22 maja dopływ wynosił 6000 m³/s, a zrzut wynosił już 5700 m³/s. W czasie kulminacji zakładano zrzut 6300 m³/s.  23 maja o godzinie 14 fala kulminacyjna dotarła do Włocławka, jednak poziom wody był niższy, niż zakładano początkowo, ze względu na pęknięcie wału wodnego w miejscowości Świniary pod Płockiem.

### Powódź 2014
Podczas wezbrania Wisły 22 maja 2014 r. do Zbiornika Włocławskiego wpływało 4900 m³/s, zrzut wynosił w tym czasie 4300 m³/s. Dzięki temu udało się spłaszczyć falę wezbraniową i zmniejszać ryzyko podtopień w dolnym odcinku Wisły.

## Turystyka

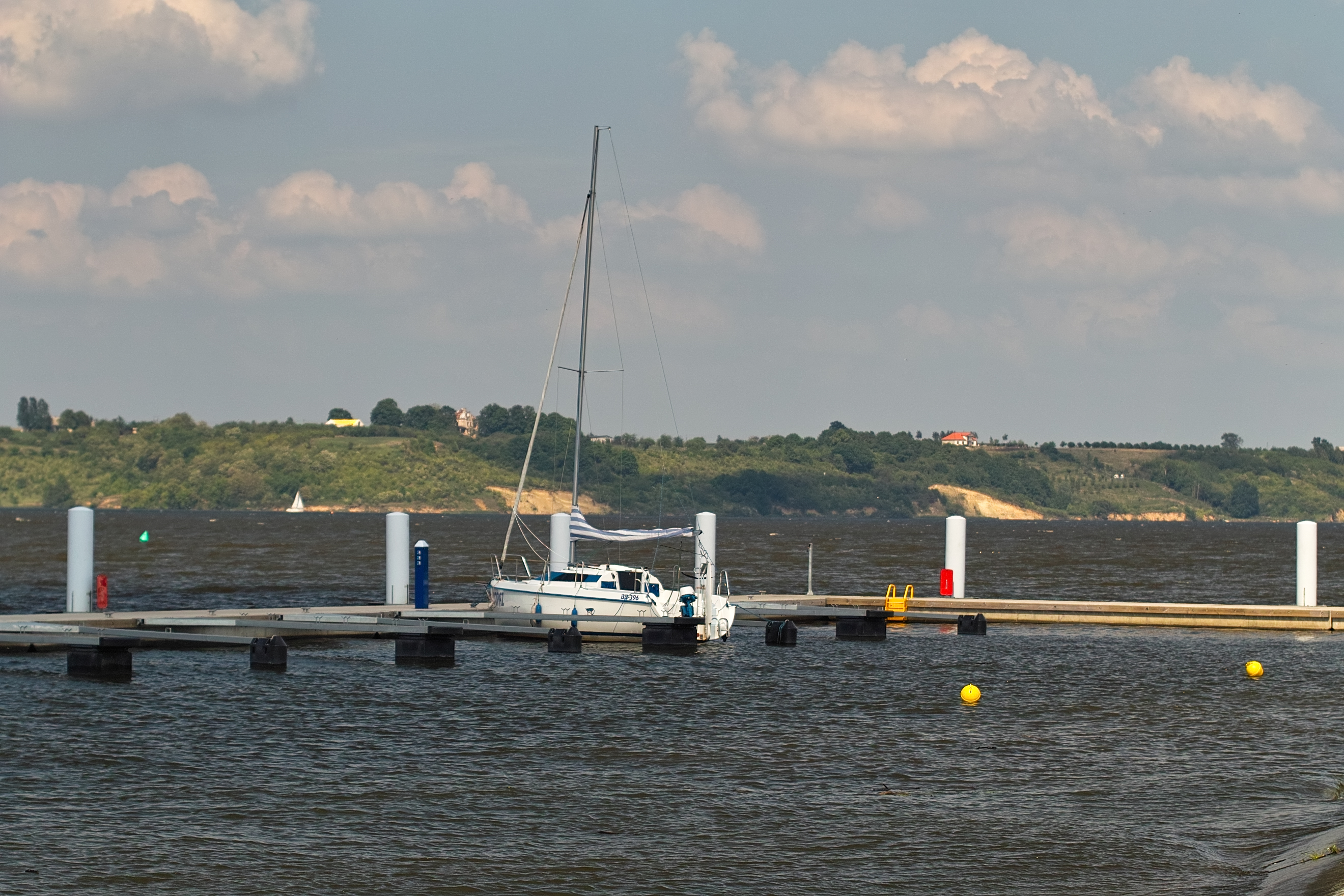
Przystań miejska nad Jeziorem Włocławskim

Akwen posiada walory turystyczne, wciąż niedoceniane ze względu na historyczne zaniedbania związane z jakością wody i brakiem inwestycji w infrastrukturę (porty, informatory turystyczne, bazy czarterów). Ulega to systematycznej zmianie. Szczególne znaczenie nadał Rok Rzeki Wisły i inicjatywy z tym związane. Urząd Miasta Płock zorganizował specjalną stronę https://web.archive.org/web/20180315034647/http://www.nafali.plock.eu/. Dwa największe miasta w okolicy, Włocławek i Płock, dokonują inwestycji w infrastrukturę. W ostatnich latach, we Włocławku powstały Przystań wodna na Wiśle im. Jerzego Bojańczyka oraz Przystań miejska nad Jeziorem Włocławskim, z kolei w Płocku dokonano inwestycji polegających na przebudowie portu przy PTTK Morka, czy też budowie molo. Pojawia się coraz więcej prywatnych inicjatyw, jak tworzenie przystani (np. Stanica Flis, Stanica w Nowym Duninowie, Stanica w Murzynowie), czy firmy czarterujące łódki, do niedawna praktycznie niedostępne.